# Hittitter
Hittitterne eller hettitterne var et oldtidsfolk i Anatolien i det 2. årtusinde f.Kr. De grundlagde et stort rige, med hovedstad i Hattuša og konkurrerede med Egypten og det Assyriske rige. Hittiterne talte hittittisk, som tilhører den anatolske gren af de indoeuropæiske sprog. Hittitterriget grundlagdes omkring 1600 f.Kr. og nåede sit højdepunkt under Suppiluliuma I omkring 1450 f.Kr. Efter ca. 1180 f.Kr. mindskedes hittiternes betydning og hittiterriget splittedes til flere små ny-hittitiske bystater, som overlevede indtil omkring 800 f.Kr.

## Navne
På hittittisk bruges navnet Hatti ikke om hittitterne selv, men om den hattisk-talende urbefolkningen i landet Hattuša, som hittiterne overvandt og inkorporerede i deres rige. Hittiterne kaldte sig selv og deres sprog Nešili, efter byriget Kaneš som de anså for deres oprindelsessted.

## Bibelske kilder
I det Det Gamle Testamente, beskrives de som efterkommere af Noahs oldebarn Heth (hty / חתי) (søn af Kanaan, søn af Ham) og er et af de folk, israelitterne må nedkæmpe, da de kommer til Kana’ans land. Den bibelske Urias, som kong David forbrød sig imod, menes at have været hittit.

## Kileskriftskilder
Hittiterne var et skriftfolk og nedskrev store mængder af tekster i kileskrift som de lærte af Assyrerne. Hitternes kultur og historie kendes i mange detaljer igennem de ca. tredivetusinde kileskriftstavler som er fundet i Hattusas og andre hittitiske byer. Studiet af hittitterne begyndte omkring år 1900, da de første udgravninger fra Hattusas blev gjort og vandt større betydning da Bedřich Hrozný havde held til at tyde det hittitiske sprog som han indså var indoeuropæisk. Det tæt beslægtede luviske sprog taltes på ægæerhavskysten og blev skrevet med hieroglyffer.

## Herskere
Hittitterriget inddeles i tre perioder, det gamle rige, det mellemste rige og det ny rige hvor riget nåede sin største udstrækning som imperium.
Hattuša var oprindeligt Hattiernes hovedstad, men byen destrueredes i det 17. århundrede f.Kr. af kongen Anitta fra Kuššar, som muligvis var hittit. En skrifttavle fra periode skriver at Anitta lagde den følgende forbandelse over byen Hattuša: "Lad Himlens Stormgud nedslå hvem der måtte blive konge over Hattuša efter mig". Hittitterriget grundlagdes dog få år efter, da Labarna som også fra Kuššar som genopbyggede Hattuša og erobrede området syd for byen.
Efter en tumultarisk periode med mange korte herskerperioder endte det med Telepinus regeringstid omkring 1500 f.Kr. Telepinu allierede sig med det hurriske rige imod Mitanni-riget. Vi ved kun lidt om de mellemste rige, hvor hittitterne indgik i tætte alliancer med hurriterne, og overtog flere af deres guder. Det ny rige started med Tudhaliya I som indledte en periode af militær ekspansion, hvor hurritterne og mitanni-riget overvandtes af hittitterne. I denne periode tog kongen en mere guddommelig status, og blev blandt andet tiltalt som "min sol". Efter Tudhaliya I's sejre lykkedes det hittitternes fjender at erobre og ødelægge Hattuša, men byen blev genopbygget af Suppiluliuma I (ca. 1350 f.Kr.) som igen besejrede Aleppo, Mitanni-riget og Karkemis. Suppiliuliuma satte sine sønner på tronen i de besejrede bystater og kunne snart måle sig med Babylon i politisk magt. Hans søn Mursili II blev konge i 1330 f.Kr. og fortsatte erobringstogterne med nye erobringer på Tyrkiets vestkyst.

## Slaget ved Kadesh
I ca. 1274 f.kr. stod slaget ved Kadesh mellem de angribende egypterne under Ramses II og hittiterriget under Muwatalli II som forsvarede byen Kadesh på Orontes floden, tæt på søen Homs på vore dages Syrisk-libanesiske grænse. Slaget kendes fra detaljerede beskrivelser i de egyptiske kilder, og regnes for det første velbeskrevne slag i historien. Slaget var primært et stridsvognsslag, og involverede måske op til 6,000 stridsvogne.  Egypterne havde udviklet en ny og lettere, mere manøvredygtig stridsvogn, som viste sig at være de tunge hittitiske tremandsvogne overlegen. Hittiterne overrumplede dog først Ramses IIs styrker som var uforberedte, men blev selv overrumplede da de var i gang med at hærge fjendens lejr, og måtte flygte tilbage over floden. Der var således ingen vinder af slaget, men Kadesh faldt ikke i egypternes hænder - og både egyptere og hittitter beskrev slaget som en sejr. Femten år senere sluttedes en endelig fred imellem egypterne og hittiterne, og traktaten som beskriver fredens betingelser kendes både fra egyptiske og hittitiske kilder.

## Hittitisk kultur i billeder
- Relief der forestiller kong Suppiluliuma 2. - (Regerede 1218–ca. 1200 f.Kr.) den sidste kendte konge over Hittitterne
- Hittitisk krigsvogn, fra et egyptisk relief
- Egyptisk-hittitisk fredstraktat (ca. 1258 f.Kr) mellem Hattusili III og Ramesses II på Istanbul Arkæologiske Museum
- Tarkummuwa af Mera's segl. Luviske hieroglyffer rundt om en kongeligtklædt figur. Inskriptionen er gentaget i kileskrift på kanten og giver ejerens navn, Tarkummuwa. Denne tosprogede indskrift var vigtig for tydningen af de luviske hieroglyffer.
- Hittitisk tyrefigur
- Hittitisk stele fra hittiterbyen Niğde som afbilder vejr- og stormguden Tarhunt
- Hittittisk relief fra Hattuša der repræsenterer de 12 underverdensguder
- Hittitisk frugtbarhedsgudinde med barn
- Sen hittitisk relief fra ca. 900-800 f.Kr. forestiller gudinden Kubaba med et granatæble i hånden
- Sfinx-porten ved Hattuša
- Hittitisk relief som viser kong Warpalawas af Tuwana som tilbeder hittiternes gud Tarhunt
- Stormguden Tarhunt og hans søn Sarruma dræber søslangen Illuyanka i en hittitisk myte der minder om Tors kamp med midgårdsormen